# 索林·丹增
索林·丹增（1885年—1924年），蒙古族，外蒙古赛音诺颜部人，蒙古革命家， 蒙古人民党第一任中央委员会主席。

## 生平
丹增早年担任税官，其间参与创建了作为蒙古人民党前身的两个革命组织之一，后来这两个组织于1919年合并成立蒙古人民党。
1920年，蒙古人民党的代表团赴苏俄与布尔什维克取得联系，代表团成员有道格索姆·鲍道、达木丁·苏赫巴托尔、丹巴·恰格达尔扎布、乔巴山、索林·丹增、丹斯兰比勒格·道格松、达理扎布·洛索勒。他们被视为蒙古人民党的“最初七人”。
历史学家沙格达·桑达克（Shagdariin Sandag）称，“丹增拥护将全体蒙古裔人团结起来成立一个国家的愿望，并于1922年4月在一次党和青年联盟的会议上发表讲话，号召全体蒙古人团结起来，进而抵抗苏维埃。”不久，“在呼吁大幅度减少苏维埃派驻蒙古的顾问时，丹增已经疏远了仁钦诺以及苏维埃的政策。”
在1924年召开的蒙古人民党第三次代表大会上，主持此次大会的丹增被其政治对手仁钦诺（左翼）和丹巴道尔吉（右翼）指控为叛徒。丹增和其他几位代表被逮捕，并接受了走过场式的审判。丹增和青年联盟的巴巴桑被宣判死刑，并在他们被逮捕的次日执行死刑，当时蒙古人民党第三次代表大会仍在召开。根据桑达克的研究，处决丹增引起了很大震动，巩固了苏维埃俄国在蒙古的权力。
此后，丹增在蒙古人民党创党时期的作用被蒙古文献刻意忽视，丹增被诋毁为日本间谍或者谋杀苏赫-巴托尔的人。根据策·巴特巴雅尔（Ts. Batbayar）所称，在被处决之后，“鲍道和丹增遭到官方历史学家的污名化，被描述为叛徒、反革命分子，他们在革命中的作用大部分被忽视或忽略了。”

## 延伸阅读
- Dash, D; Nymaa, A. (1990). Soliin Danzan. Ulsyn Khevleliin Gazar